# Бати Монгаскон
Бати Монгаскон (фр. Bâtie-Montgascon) насеље је и општина у источној Француској у региону Рона-Алпи, у департману Изер која припада префектури Ла Тур ди Пен.
По подацима из 2011. године у општини је живело 1801 становника, а густина насељености је износила 213,64 становника/km². Општина се простире на површини од 8,43 km². Налази се на средњој надморској висини од 390 метара (максималној 425 m, а минималној 314 m).

## Демографија
| 1962. | 1968. | 1975. | 1982. | 1990. | 1999. | 2006. | 2010. | 2011. |
| ----- | ----- | ----- | ----- | ----- | ----- | ----- | ----- | ----- |
| 1.158 | 1.206 | 1.279 | 1.296 | 1.310 | 1.435 | 1.657 | 1.719 | 1.801 |

График промене броја становника у току последњих година